# Carcelia malayana
Carcelia malayana là một loài ruồi trong họ Tachinidae.